# 加冕街
《加冕街》（英語：Coronation Street）是一部英國肥皂剧，是英国電視史上播放時間最長的電視剧集和收視最高的的劇集。
本劇於1960年12月9日首播，至今已经播出超过60年，集數超過10,000集。加冕街和《愛默戴爾》並為獨立電視台最具代表性的兩個肥皂劇。

## 故事大綱

舊片頭

该剧在大曼彻斯特郡索爾福德市内一个名為「威瑟菲爾德」(Weatherfield) 的虛構小鎮取景。該小鎮的創作靈感來自真正城鎮索爾福德的民房。
本劇以描寫工人階級人民的日常生活而聞名。本劇亦把北英格蘭式英語（尤其是北英格蘭式英語俚語）帶到全國觀眾的家裡。

## 歷史
加冕街於1960年由編劇東尼·沃倫 (Tony Warren) 為格拉納達電視編製。起初，沃倫把加冕街編成一齣廚槽現實主義電視劇，但被格拉納達電視創辦人西德尼·伯恩斯坦 (Sidney Bernstein) 拒絕。之後，沃倫於監製哈利·艾爾頓 (Harry Elton)游說底下，把加冕街製作成一套13集電視劇。

### 60年代
加冕街首播時，輿論反應不一。當時，一名《每日鏡報》評論員更斷然說加冕街將熬不過三個星期，亦有傳言說加冕街的第13集將會是大結局。
儘管首播時的輿論反應冷淡，觀眾對劇中描寫的小市民角色反應熱烈。
早期的劇集情節圍繞著一名叫肯·巴羅 (Ken Barlow) 的大學學生。當時，肯這角色是劇集中小數在見過加冕街以外的世界的人。再說，由於巴羅家族裡眾多人都是處於工人階級，肯就覺得自己的工人階級背景有點尷尬。直到2015年，肯·巴羅這一角色依舊於加冕街出現，是加冕街中歷史最悠久的角色。
有現代評論認為肯·巴羅這個角色預計到全球化的崛起和類此加冕街的社區的沒落。肯曾經說過「今時今日，你不可以老是想著自己這條街。我們正跟世界另外一邊的人同住。我們有些比愛詩·坦納和她的男朋友更加值得我們擔心的問題。」
加冕街在1961年3月得到收視冠軍。根據1964年的收視調查，英國全國有超過2千1百萬觀眾經常收看加冕街。
雖然加冕街受到觀眾歡迎和支持，當時亦有輿論認為加冕街中描寫的市區工人生活已經過時。到了1967年，當時的輿論更加認為加冕街中的英國是50年代的英國。
有見及此，格拉納達電視就趕著把加冕街注入新劇情，例如加入毒癮，同性戀，未婚產子，和黑人家庭的情節，但以上所有情節到了最後都因為電視台害怕會令到觀眾生氣的理由而擱置。

### 70年代
在70年代初期，加冕街的製作團隊因為多個核心演員退演而受到考驗。當時，流浪回歸酒吧 (Rover's Return) 的東主積克·華克 (Jack Walker) 因為飾演的演員離世而離世。肯·巴羅的第一任妻子凡萊麗 (Valerie) 因為飾演的演員辭演的關係，被一個有電線短路問題的風筒電死。到了1973年2月，收視已經跌至8百萬觀眾。同時，獨立電視另外一個肥皂劇「十字路」(Crossroads) 的收視則節節上升。此時， 製作團隊則趕快把一些綠葉角色變成主線角色。
儘管角色有些青黃不接，加冕街的收視於70年代並無受到其它電視節目衝擊或威脅，有評論員再次認為加冕街已再次變得俗套過時。
1979年，加冕街因為獨立電視工人發起工業行動的關係而停播11個星期。

### 80年代
加冕街於80年代經歷了重大改變。到了1984年5月，角色的新舊交替已告完畢，肯·巴羅則變成最後一個仍在演出的第一代演員。當時的輿論認為這亦代表加冕街即將落幕，因為被加冕街捧紅的演員已經出走，後繼無人。
其後，加冕街開始受到其它新肥皂劇的衝擊。第四台的「布魯克賽德 」(Brookside) 和英國廣播公司第一台的「東區人」（Eastenders）均描寫工人階級人民的生活，並且比加冕街更具時代感。其後，東區人的收視更因為星期日重播的關係而超越加冕街。
為了面對挑戰，製作團隊最後決定為劇集加入新一個家庭（但反應不佳），並於1982年為加冕街興建新的拍攝場地，和加重外景拍攝的比例。
1989年，加冕街開始於一個星期內播放三集。

### 90年代
加冕街於90年代因為劇中沒有非白人角色和演員的關係而受到批評。
雖然非白人角色在90年代開始出現，但劇中首個非白人家庭要到1999年才出現。
製作團隊於90年代開始加入年輕角色，但此舉卻遭受批評。

## 創舉
2010年9月17日，加冕街成为世界上最长的仍然在拍摄并播出的电视肥皂剧。